# Плавниця
Плавниця або Плавніца (словац. Plavnica) — село в Словаччині, Старолюбовняському окрузі Пряшівського краю.
Вперше згадується у 1325 році.
В селі є римо-католицький костел з 1325 року та протестантський костел з 1806 року.

## Географія
Розташоване в північно-східній частині Словаччини в Левоцьких горах в долині Шамбронки.

## Населення
| Рік:            | 1994. | 2004.   | 2014.   | 2024.   |
| --------------- | ----- | ------- | ------- | ------- |
| Кількість осіб: | 1491  | 1544    | 1631    | 1663    |
| Різниця:        |       | +3,55 % | +5,63 % | +1,96 % |

| Рік:            | 2023. | 2024.   |
| --------------- | ----- | ------- |
| Кількість осіб: | 1643  | 1663    |
| Різниця:        |       | +1,21 % |

В селі проживає 1624 осіб.
Національний склад населення (за даними останнього перепису населення — 2001 року):
- словаки — 99,12 %
- русини — 0,61 %
- чехи — 0,13 %
- українці — 0,07 %

Склад населення за приналежністю до релігії станом на 2001 рік:
- римо-католики — 92,44 %,
- греко-католики — 4,45 %,
- протестанти — 2,36 %,
- православні — 0,07 %,
- не вважають себе віруючими або не належать до жодної вищезгаданої церкви- 0,60 %